# Фредрик Пацијус
Фредрик Пацијус (фин. Fredrik Pacius, Хамбург, 19. март 1809 – Хелсинки, 8. јануар 1891) био је истакнути фински композитор, диригент и виолиниста немачког порекла. Најпознатији је као аутор композиције која данас представља музичку основу за химне Естоније и Финске. Због свог великог значаја у развоју финске класичне музике често га називају и „оцем финске музике”.
Радио је на Универзитету у Хелсинкију од 1834. године где је основао студентски хор Akademiska Sångföreningen и оркестар. Године 1848. написао је музику на текст песме Vårt land (Наша земља) Јохана Лудвига Рунеберга која је потом постала национална химна Финске. Касније је иста композиција, али са измењеним текстом, постала и националном химном Естоније.
Године 1852. компоновао је прву финску оперу – Kung Karls jakt (Лов краља Карла) – за коју је либрето урадио у стилу романтичарског национализма. Компоновао је и концерте за виолину, симфоније и гудачке квартете.